# Pałac Sandomierski w Radomiu
Pałac Sandomierski, pałac Komisji Województwa Sandomierskiego w Radomiu – zabytkowy, klasycystyczny budynek usytuowany przy ulicy Żeromskiego 53. Obiekt jest częścią szlaku turystycznego Zabytki Radomia.

## Historia
W 1816 Radom stał się siedzibą władz jednego z województw utworzonego rok wcześniej Królestwa Polskiego. W związku z brakiem w mieście zadbanego budynku pozwalającego pomieścić odpowiednią liczbę urzędników podjęto decyzję o wystawieniu nowej siedziby komisji wojewódzkiej. Pod budowę nowego gmachu przeznaczono parcelę znajdującą się przy przedmieściu lubelskim, w pobliżu granicy z wsią Dzierzków. Projekt realizacyjny autorstwa Antonio Corazziego z 1822 został zatwierdzony przez namiestnika Królestwa, generała Józefa Zajączka. Gmach wybudowano w latach 1825–1827 pod nadzorem Stefana Balińskiego. Od momentu zakończenia budowy aż do 1918 pałac nieprzerwanie pełnił rolę siedziby władz administracji terytorialnej. Był siedzibą władz kolejno województwa sandomierskiego (do 1837), guberni sandomierskiej (1837–1844) oraz guberni radomskiej (1844–1915). Z balkonu Pałacu Sandomierskiego ogłoszono wydanie Aktu 5 listopada. Zmianę przyniosło odzyskanie przez Polskę niepodległości, w wyniku którego Radom został zdegradowany do roli miasta na prawach powiatu, a dawny gmach komisji wojewódzkiej stał się siedzibą starostwa powiatowego. W okresie II wojny światowej Radom stał się siedzibą okupacyjnej administracji dystryktu radomskiego, wchodzącego w skład Generalnej Guberni. Pałac Sandomierski, zajęty przez urząd dystryktu, został wówczas rozbudowany w kierunku północnym.
Po zakończeniu II wojny światowej przywrócono dawny podział administracyjny państwa. W gmachu dawnej komisji wojewódzkiej ulokowano prezydium miejskiej i powiatowej Rady Narodowej. W 1964 roku na dziedzińcu pałacu wybudowano salę koncertową Radomskiej Orkiestry Symfonicznej. W latach 1975–1998 część gmachu była siedzibą władz województwa radomskiego. Od 1998 budynki zajmuje Urząd Miejski oraz delegatury mazowieckich instytucji wojewódzkich.

## Architektura
Klasycystyczny gmach wybudowany w latach 1825–1827 według projektu Antonio Corazziego został uzupełniony w okresie II wojny światowej o skrzydło od strony północnej.

### Gmach Corazziego
Bryła projektu Corazziego składa się z dwupiętrowego korpusu głównego (od strony ulicy Żeromskiego) i skrzydeł bocznych o tej samej wysokości (od strony ulic Kilińskiego i Niedziałkowskiego). Piętnastoosiowa elewacja frontowa posiada trzy ryzality – środkowy, trzyosiowy, ozdobiony jest czterokolumnowym portykiem toskańskim zwieńczonym trójkątnym tympanonem. Dwa skrajne zdobią natomiast wnęki ujęte pojedynczymi kolumnami, zwieńczone murkami attykowymi. Parter boniowany, kondygnacje oddzielają gzymsy, drugie piętro zwieńczone belkowaniem z fryzem tryglifowym oraz gzymsem modylionowym. Budynek pierwotnie dwutraktowy (wejścia umieszczone były w ryzalitach skrajnych), po przebudowie z okresu okupacji hitlerowskiej jednotraktowy, z wejściem głównym umieszczonym w ryzalicie środkowym.

### Budynek z okresu okupacji hitlerowskiej
Rozbudowa Pałacu Sandomierskiego była związana z realizacją przez Niemców planów przekształcenia rejonu obecnej ulicy Kelles – Krauza w centrum administracyjne dystryktu radomskiego. Projekt dotyczący dawnego gmachu komisji przewidywał uzupełnienie gmachu Corazziego o nowe skrzydła i nowy front, usytuowane od strony północnej. Budynki w stylu faszystowskiego modernizmu wzniesiono do 1945. Nie zrealizowano do końca założeń urbanistycznych z tego okresu.